# Specijalist (1994.)
Specijalist (eng. The Specialist) je američki akcijski film iz 1994. godine kojeg je režirao Luis Llosa, a u kojem su glavne uloge ostvarili Sylvester Stallone, Sharon Stone i James Woods.

## Glumačka postava
- Sylvester Stallone kao Ray Quick
- Sharon Stone kao May Munro
- James Woods kao Ned Trent
- Eric Roberts kao Tomas Leon
- Rod Steiger kao Joe Leon

## Kino distribucija

### Kritike
Unatoč velikoj zaradi na kino blagajnama, kritike nisu bile naklonjene filmu Specijalist. Na poznatoj internetskoj stranici Rotten Tomatoes, na temelju 27 prijavljenih kritika, film ima tek 4% pozitivnih ocjena.
Roger Ebert dao je filmu dvije od četiri zvjezdice istaknuvši da je Specijalist "jedan od onih filmova koji tjera svoje likove kroz zbunjujući labirint dijaloga i akcije samo kako bi objasnio svoju radnju koja je toliko nevjerojatna da nije vrijedna nikakvog truda. Znaš da film ima ozbiljnih problema kada publika nakon gledanja istog pri izlasku iz dvorane još uvijek pokušava shvatiti koji su bili motivi glavne junakinje."

### Zarada
Film Specijalist sa svojom kino distribucijom započeo je 7. listopada 1994. godine i bio je jedan od rijetkih Stalloneovih kino uspješnica 90-ih godina prošlog stoljeća. U prvom vikendu prikazivanja zaradio je 14,317.765 dolara, a sveukupna zarada do danas iznosi 170,362.582 dolara. Bio je to Stalloneov treći najgledaniji film 90-ih i drugi općenito, poslije filma Cliffhanger: Na rubu.

## Priznanja
Na 15. dodjeli Zlatnih malina film je bio nominiran u pet kategorija: najgora glumica, najgori glumac, najgori filmski par, najgori film i najgori sporedni glumac (Rod Steiger), a "osvojio" je dvije nagrade:
- Najgora glumica - Sharon Stone (koja je također osvojila nagradu i za film Raskrižje)
- Najgori filmski par - Sylvester Stallone i Sharon Stone (izjednačeni s pobjednicima Tomom Cruiseom i Bradom Pittom u filmu Intervju s vampirom)

## Vanjske poveznice
- Specijalist u internetskoj bazi filmova IMDb-a
- Specijalist (1994.) na Rotten Tomatoes
- Specijalist (1994.) na Box Office Mojo